# Fuldaer Zeitung

Logo der Hünfelder Zeitung

Logo der Kinzigtal Nachrichten

Logo des Schlitzer Boten

Die Fuldaer Zeitung ist eine deutsche regionale Tageszeitung mit Sitz in Fulda für die Region des Landkreises Fulda sowie angrenzende Gebiete in Osthessen und dem nordöstlichen Südhessen. Sie erreicht zusammen mit den Kopfblättern Kinzigtal-Nachrichten, Hünfelder Zeitung und Schlitzer Bote eine verkaufte Auflage von 26.957 Exemplaren, ein Minus von 48,8 Prozent seit 1998.
Die Zeitung wird vom Herausgeber Thomas Schmitt im Verlag Parzeller veröffentlicht, dessen Mitarbeiterstamm circa 150 Personen umfasst, davon sind 31 Mitarbeiter Redakteure unter den Chefredakteuren Bernd Loskant und Tobias Farnung. Gedruckt wird die Fuldaer Zeitung von Parzeller Druck- und Mediendienstleistungen. Verleger ist Michael Schmitt. Verbreitet wird die Zeitung über den Verteilerdienst Osthessen.

## Geschichte

Sitz der Fuldaer Zeitung und Produktionsstätte im 19. Jahrhundert

Zum 1. Januar 1874 erschien die Zeitung zum ersten Mal. Sie wurde von der Fuldaer Actiendruckerei in Fulda hergestellt und vertrieben. Dort wurde mit einer Schnellpresse gedruckt, die nur mit Handbetrieb bedient werden konnte. Für 14 Silbergroschen bezogen 1000 Abonnenten dreimal wöchentlich das vom Katholizismus geprägte Blatt. Fünf Jahre später erscheint die Zeitung täglich.
1929 warnte die Fuldaer Zeitung vor den Auswirkungen der NS-Ideologie: „Der Nationalsozialismus der Hitlerpartei, die Überschätzung des Nationalen, das Bekenntnis zur Gewalt und Macht könnte nimmermehr in Einklang gebracht werden mit der katholischen Lehre. Die antisemitischen Verleumdungen und Aufforderungen zur Gewalttat verletzen nicht nur die katholischen Lehrmeinungen über den Staat und Gesellschaft, sondern auch die für die ganze Menschheit geltenden 10 Gebote.“
1933 wurde die Fuldaer Zeitung für vier Tage verboten mit der Begründung, sie habe einen Aufruf der katholischen Verbände veröffentlicht, der Kritik an der Regierung enthalte. Am 10. Dezember 1933 wurden die Redaktions- und Produktionsräume von SA- und SS-Angehörigen verwüstet. Von 1935 bis 1945 stand die FZ unter der Zensur.
Am 1. April 1951 erschien die Zeitung erstmals wieder, mit einer Auflage von 15.000 Exemplaren. Maßgeblichen Anteil daran hatte der Diplomkaufmann Michael Schmitt sen., der von 1951 bis 1992 Verleger war. 1995 erschien das Blatt erstmals teilweise in Farbe.
Am 21. November 2009 erfolgte ein Design-Relaunch.

## Auflage
Die Fuldaer Zeitung hat wie die meisten deutschen Tageszeitungen in den vergangenen Jahren an Auflage eingebüßt. Die verkaufte Auflage ist in den vergangenen 10 Jahren um durchschnittlich 4,1 % pro Jahr gesunken. Im vergangenen Jahr hat sie um 3,6 % abgenommen. Sie beträgt gegenwärtig 26.957 Exemplare. Der Anteil der Abonnements an der verkauften Auflage liegt bei 97,4 Prozent.
| 1998  | 1999  | 2000  | 2001  | 2002  | 2003  | 2004  | 2005  | 2006  | 2007  | 2008  | 2009  | 2010  | 2011  | 2012  | 2013  | 2014  | 2015  | 2016  | 2017  | 2018  | 2019  | 2020  | 2021  | 2022  | 2023  | 2024  |
| ----- | ----- | ----- | ----- | ----- | ----- | ----- | ----- | ----- | ----- | ----- | ----- | ----- | ----- | ----- | ----- | ----- | ----- | ----- | ----- | ----- | ----- | ----- | ----- | ----- | ----- | ----- |
| 52630 | 53344 | 52499 | 52344 | 52855 | 51365 | 51275 | 51679 | 50879 | 50280 | 48699 | 48009 | 47546 | 46877 | 45841 | 44741 | 43711 | 41325 | 39887 | 42242 | 37550 | 36328 | 34690 | 33658 | 32020 | 29867 | 28778 |

## Chefredakteure
| Name                    | Zeit      |
| ----------------------- | --------- |
| Joseph Pauly            | 1874–1877 |
| Johann Wilhelm Arenhold | 1877–1883 |
| Armin Kraussen          | 1883–1885 |
| Ludwig Deibel           | 1885–1895 |
| Joseph Braun            | 1895–1907 |
| Karl Schütte            | 1907–1921 |
| Johannes Kramer         | 1921–1933 |
| Karl Austermann         | 1933–1934 |
| Alfred Maria Ott        | 1934–1935 |
| Justus Meinardi         | 1935–1945 |
| Josef-Hans Sauer        | 1951–1969 |
| Stefan Schnell          | 1969–1981 |
| Hermann-Joseph Konze    | 1981–1995 |
| Uwe-Bernd Herchen       | 1995–2000 |
| Hermann-Josef Seggewiß  | 2000–2011 |
| Michael Tillmann        | 2011–2025 |
| Bernd Loskant           | seit 2025 |
| Tobias Farnung          | seit 2025 |

## Kritik

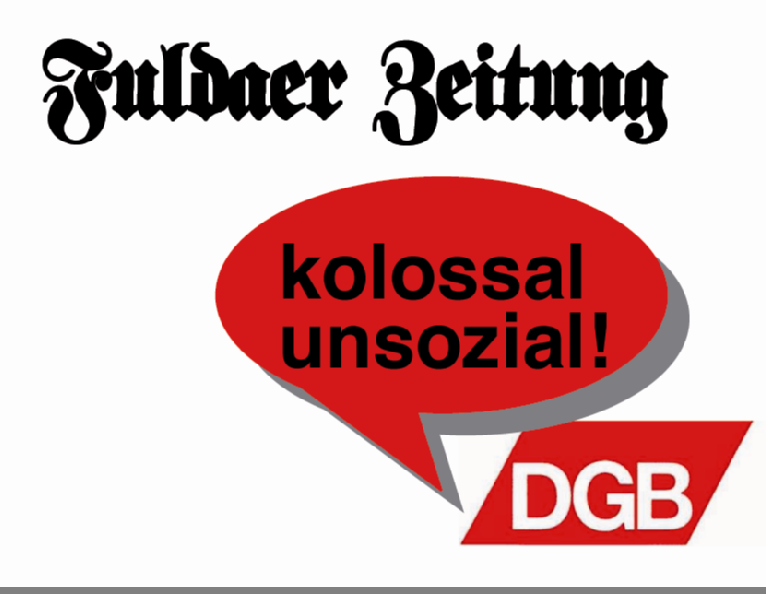
Logo der DGB-Aktion gegen die Fuldaer Zeitung

Im Jahre 2009 protestierten Anhänger des DGB und Beschäftigte vor dem Verlagshaus der Fuldaer Zeitung. Sie bemängelten eine schlechte Behandlung der Mitarbeiter und niedrige Bezahlung und kritisierten, dass die Zeitung größtenteils einseitig unternehmerfreundlich berichte. Die Fuldaer Zeitung hat eine Medienpartnerschaft mit der Initiative Neue Soziale Marktwirtschaft.